# Відкритий чемпіонат Хорватії з тенісу
Відкритий чемпіонат Хорватії — міжнародний щорічний професійний тенісний турнір. Проводиться на відкритих кортах з ґрунтовим покриттям. Є частиною серії Світового Туру ATP 250.
Турнір розпочав свою історію 1990 року як Відкритий чемпіонат Югославії. З того часу проводиться щорічно. Матчі проводяться на червоному ґрунтовому покритті. Найтитулованішим тенісистом турніру є Карлос Моя, який вигравав його п'ять разів. 

## Фінали

### Одиночний розряд
| Рік  | Чемпіон                                             | Фіналіст                                            | Рахунок                                             |
| ---- | --------------------------------------------------- | --------------------------------------------------- | --------------------------------------------------- |
| 2025 | Лук'яно Дардері                                     | Карлос Табернер                                     | 6–3, 6–3                                            |
| 2024 | Франсіско Черундоло                                 | Лоренцо Музетті                                     | 2–6, 6–4, 7–6(7–5)                                  |
| 2023 | Олексій Попирин                                     | Стен Вавринка                                       | 6–7(5–7), 6–3, 6–4                                  |
| 2022 | Яннік Сіннер                                        | Карлос Алькарас                                     | 6–7(5–7), 6–1, 6–1                                  |
| 2021 | Карлос Алькарас                                     | Рішар Гаске                                         | 6–2, 6–2                                            |
| 2020 | Не проводився через пандемію коронавірусної хвороби | Не проводився через пандемію коронавірусної хвороби | Не проводився через пандемію коронавірусної хвороби |
| 2019 | Душан Лайович                                       | Аттіла Балаж                                        | 7–5, 7–5                                            |
| 2018 | Марко Чеккінато                                     | Гвідо Пелла                                         | 6–2, 7–6(7–4)                                       |
| 2017 | Андрій Рубльов                                      | Паоло Лоренці                                       | 6–4, 6–2                                            |
| 2016 | Фабіо Фоніні                                        | Андрей Мартін                                       | 6-4, 6-1                                            |
| 2015 | Домінік Тім                                         | Жоао Соуза                                          | 6-4, 6-1                                            |
| 2014 | Пабло Куевас                                        | Томмі Робредо                                       | 6-3, 6-4                                            |
| 2013 | Томмі Робредо                                       | Фабіо Фоніні                                        | 6-0, 6-3                                            |
| 2012 | Марин Чилич                                         | Марсель Граньольєрс                                 | 6-4, 6-2                                            |
| 2011 | Олександр Долгополов                                | Марин Чилич                                         | 6–4, 3–6, 6–3                                       |
| 2010 | Хуан Карлос Ферреро                                 | Потіто Стараче                                      | 6–4, 6–4                                            |
| 2009 | Микола Давиденко                                    | Хуан Карлос Ферреро                                 | 6–3, 6–0                                            |
| 2008 | Фернандо Вердаско                                   | Ігор Андрєєв                                        | 3–6, 6–4, 7–6(7–4)                                  |
| 2007 | Карлос Моя                                          | Андрей Павел                                        | 6—4, 6—2                                            |
| 2006 | Стен Вавринка                                       | Новак Джокович                                      | 6–6 retired                                         |
| 2005 | Гільєрмо Кор'я                                      | Карлос Моя                                          | 6–2, 4–6, 6–2                                       |
| 2004 | Гільєрмо Каньяс                                     | Філіппо Воландрі                                    | 7–5, 6–3                                            |
| 2003 | Карлос Моя                                          | Філіппо Воландрі                                    | 6–4, 3–6, 7–5                                       |
| 2002 | Карлос Моя                                          | Давид Феррер                                        | 6–2, 6–3                                            |
| 2001 | Карлос Моя                                          | Жером Ґолмар                                        | 6–4, 3–6, 7–6(7–2)                                  |
| 2000 | Марсело Ріос                                        | Паріано Пуерта                                      | 7–6(7–1), 4–6, 6–3                                  |
| 1999 | Магнус Норман                                       | Джефф Таранго                                       | 6–2, 6–4                                            |
| 1998 | Богдан Уліграх                                      | Магнус Норман                                       | 6–3, 7–6(7-0)                                       |
| 1997 | Фелікс Мантілья                                     | Серхі Бругера                                       | 6–3, 7–5                                            |
| 1996 | Карлос Моя                                          | Фелікс Мантілья                                     | 6–0, 7–6(7–4)                                       |
| 1995 | Томас Мустер                                        | Карлос Коста                                        | 3–6, 7–6(7–5), 6–4                                  |
| 1994 | Альберто Барасатегі                                 | Карол Кучера                                        | 6–2, 6–4                                            |
| 1993 | Томас Мустер                                        | Жан-Анжело Галлас                                   | 7–5, 3–6, 6–3                                       |
| 1992 | Томас Мустер                                        | Франко Давін                                        | 6–1, 4–6, 6–4                                       |
| 1991 | Дмитро Поляков                                      | Хав'єр Санчес                                       | 6–4, 6–4                                            |
| 1990 | Ґоран Прпич                                         | Горан Іванишевич                                    | 7—6(4), 4—6, 7—5                                    |

### Парний розряд
| Рік  | Чемпіони                                            | Фіналісти                                           | Рахунок                                             |
| ---- | --------------------------------------------------- | --------------------------------------------------- | --------------------------------------------------- |
| 2025 | Ромен Арнеодо Мануель Гінар                         | Patrik Trhac Маркус Вілліс                          | 7–5, 7–6(7–2)                                       |
| 2024 | Гвідо Андреоцці Мігель Ангел Реєс-Варела            | Мануель Гінар Грегуар Жак                           | 6–4, 6–2                                            |
| 2023 | Блаж Рола Нино Сердарушич                           | Сімоне Болеллі Андреа Вавассорі                     | 4–6, 7–6(7–2), [15–13]                              |
| 2022 | Сімоне Болеллі (2) Фабіо Фоніні (2)                 | Ллойд Ґласспул Гаррі Геліоваара                     | 5–7, 7–6(8–6), [10–7]                               |
| 2021 | Фернандо Ромболі Давід Веґа Ернандес                | Томіслав Бркич Нікола Чачиц                         | 6–3, 7–5                                            |
| 2020 | Не проводився через пандемію коронавірусної хвороби | Не проводився через пандемію коронавірусної хвороби | Не проводився через пандемію коронавірусної хвороби |
| 2019 | Робін Гаазе Філіпп Освальд                          | Олівер Марах Юрген Мельцер                          | 7–5, 6–7(2–7), [14–12]                              |
| 2018 | Робін Гаазе Матве Мідделкооп                        | Роман Єбавий Їрі Веселий                            | 6–4, 6–4                                            |
| 2017 | Гільєрмо Дуран Андрез Мольтені                      | Марін Драганья Томіслав Драганья                    | 6–3, 6–7(4–7), [10–6]                               |
| 2016 | Мартін Кліжан Давід Марреро                         | Нікола Мектич Антоніо Шанчич                        | 6–4, 6–2                                            |
| 2015 | Максімо Гонсалес Андре Са                           | Маріуш Фистенберг Сантьяго Гонсалес                 | 4–6, 6–3, [10–5]                                    |
| 2014 | Франтішек Чермак Лукаш Росол                        | Душан Лайович Франко Шкугор                         | 6–4, 7–6(7–5)                                       |
| 2013 | Мартін Кліжан Давід Марреро                         | Ніколас Монро Сімон Штадлер                         | 6–1, 5–7, [10–7]                                    |
| 2012 | Давід Марреро Фернандо Вердаско                     | Марсель Граньоллерс Марк Лопес Таррес               | 6–3, 7–6(4)                                         |
| 2011 | Сімоне Болеллі Фабіо Фоніні                         | Марин Чилич Ловро Зовко                             | 6–3, 5–7, [10–7]                                    |
| 2010 | Леош Фрідль Філіп Поляшек                           | Франчішек Чермак Міхал Мертінак                     | 6–3, 7–6(7)                                         |
| 2009 | Франчішек Чермак Міхал Мертінак                     | Йоган Брюнстрьом Жан-Жульєн Роєр                    | 6–4, 6–4                                            |
| 2008 | Міхал Мертінак Петр Пала                            | Карлос Берлок Фабіо Фоніні                          | 2–6, 6–3, [10–5]                                    |
| 2007 | Лукаш Длоугий Міхал Мертінак                        | Ярослав Левінський Давід Шкох                       | 6–1, 6–1                                            |
| 2006 | Ярослав Левінський Давід Шкох                       | Гільєрмо Гарсія Лопес Альберт Портас                | 6–4, 6–4                                            |
| 2005 | Ірі Новак Петр Пала                                 | Міхал Мертінак Давід Шкох                           | 6–3, 6–3                                            |
| 2004 | Хоса Акасусо Флавіо Саретта                         | Ярослав Левінський Давід Шкох                       | 4–6, 6–2, 6–4                                       |
| 2003 | Алекс Лопес Морон Рафаель Надаль                    | Тодд Перрі Томас Шимада                             | 6–1, 6–3                                            |
| 2002 | Франчішек Чермак Юліан Ноул                         | Альберт Портас Фернандо Вісенте                     | 6–4, 6–4                                            |
| 2001 | Серхіо Ротман Андрес Шнайтер                        | Іван Любичич Ловро Зовко                            | 6–2, 7–5                                            |
| 2000 | Алекс Лопес Морон Альберт Портас                    | Іван Любичич Ловро Зовко                            | 6–1, 7–6(2)                                         |
| 1999 | Маріано Пуерта Хав'єр Санчес                        | Массімо Бертоліні Крістіан Бранді                   | 3–6, 6–2, 6–3                                       |
| 1998 | Ніл Брод Піт Норвал                                 | Їрі Новак Давид Рітль                               | 6–1, 3–6, 6–3                                       |
| 1997 | Діну Пескаріу Давіде Сангвінетті                    | Домінік Грбатий Кароль Кучера                       | 7–6, 6–4                                            |
| 1996 | Пабло Альбано Луіс Лобо                             | Гіртс Дзельде Удо Пламбергер                        | 6–4, 6–1                                            |
| 1995 | Луіс Лобо Хав'єр Санчес                             | Давид Екерот Ласло Марковіц                         | 6–4, 6–0                                            |
| 1994 | Дієго Перес Франциско Роіг                          | Кароль Кучера Пол Векеса                            | 6–2, 6–4                                            |
| 1993 | Філіп Девульф Том Ванхоудт                          | Хорді Арресе Франциско Роіг                         | 6–4, 7–5                                            |
| 1992 | Давид Прінозіл Річард Фогель                        | Сандер Гроен Ларс Козловскі                         | 6–3, 6–7, 7–6                                       |
| 1991 | Гілад Блум Хав'єр Санчес                            | Річі Ренеберг Девід Уітон                           | 7–6, 2–6, 6–1                                       |
| 1990 | Войчех Флегль Даніель Вацек                         | Андрій Черкасов Андрій Ольховський                  | 6–4, 6–4                                            |